# Windsurf World Cup 2001
Der Windsurf World Cup 2001 begann mit dem Wave World Cup in Agüimes (Spanien) am 13. April 2001 und endete mit dem Wave World Cup in Brandon (Irland) am 13. Oktober 2001.

## World-Cup-Wertungen

### Wave
| Rang | Name             | Land                   |  |
| ---- | ---------------- | ---------------------- |  |
| 01   | Bjørn Dunkerbeck | Spanien                |  |
| 02   | Kevin Pritchard  | Vereinigte Staaten     |  |
| 03   | Jason Polakow    | Australien             |  |
| 04   | Vidar Jensen     | Norwegen               |  |
| 05   | Peter Volwater   | Niederlande            |  |
| 06   | Nik Baker        | Vereinigtes Königreich |  |
| 07   | Marco Pérez      | Spanien                |  |
| 08   | Josh Angulo      | Vereinigte Staaten     |  |
| 09   | Greg Allaway     | Australien             |  |
| 10   | Levi Siver       | Vereinigte Staaten     |  |

| Rang | Name                 | Land         |
| ---- | -------------------- | ------------ |
| 01   | Daida Ruano Moreno   | Spanien      |
| 02   | Karin Jaggi          | Schweiz      |
| 03   | Iballa Ruano Moreno  | Spanien      |
| 04   | Antonia Frey         | Griechenland |
| 05   | Anne-Marie Reichmann | Niederlande  |
| 06   | Colette Guadagnino   | Venezuela    |
| 07   | Claudia Rankel       | Österreich   |
| 08   | Nicole Boronat       | Spanien      |
| 09   | Anne-Kathrin Stevens | Deutschland  |
| 10   | Nayra Alonso         | Spanien      |

### Freestyle
| Rang | Name             | Land                   |
| ---- | ---------------- | ---------------------- |
| 01   | Antoine Albeau   | Frankreich             |
| 02   | Josh Stone       | Vereinigte Staaten     |
| 03   | Matt Pritchard   | Vereinigte Staaten     |
| 04   | Vidar Jensen     | Norwegen               |
| 05   | Julien Taboulet  | Frankreich             |
| 06   | Nik Baker        | Vereinigtes Königreich |
| 07   | Kauli Seadi      | Brasilien              |
| 08   | Kevin Pritchard  | Vereinigte Staaten     |
| 09   | Ricardo Campello | Venezuela              |
| 10   | Remko de Weerd   | Niederlande            |

| Rang | Name                 | Land         |
| ---- | -------------------- | ------------ |
| 01   | Colette Guadagnino   | Venezuela    |
| 02   | Iballa Ruano Moreno  | Spanien      |
| 03   | Karin Jaggi          | Schweiz      |
| 03   | Daida Ruano Moreno   | Spanien      |
| 05   | Antonia Frey         | Griechenland |
| 06   | Ulrike Hölzl         | Österreich   |
| 07   | Claudia Rankel       | Österreich   |
| 08   | Tanja Emig           | Österreich   |
| 09   | Barbara Straßer      | Deutschland  |
| 10   | Anne-Kathrin Stevens | Deutschland  |

## Podestplatzierungen Männer

### Wave
| Datum               | Ort            | 1. Platz         | 2. Platz         | 3. Platz        |
| ------------------- | -------------- | ---------------- | ---------------- | --------------- |
| 13.04. – 20.04.2001 | Agüimes        | Vidar Jensen     | Bjørn Dunkerbeck | Peter Volwater  |
| 13.07. – 22.07.2001 | Pozo Izquierdo | Bjørn Dunkerbeck | Kevin Pritchard  | Vidar Jensen    |
| 21.09. – 01.10.2001 | Sylt           | Jason Polakow    | Scott McKercher  | Kevin Pritchard |
| 08.10. – 13.10.2001 | Brandon        | Jason Polakow    | Bjørn Dunkerbeck | Peter Volwater  |

### Freestyle
| Datum               | Ort                | 1. Platz                      | 2. Platz                      | 3. Platz                      |
| ------------------- | ------------------ | ----------------------------- | ----------------------------- | ----------------------------- |
| 25.04. – 01.05.2001 | Podersdorf         | Wegen zu wenig Wind abgesagt. | Wegen zu wenig Wind abgesagt. | Wegen zu wenig Wind abgesagt. |
| 13.06. – 17.06.2001 | Sant Pere Pescador | Wegen zu wenig Wind abgesagt. | Wegen zu wenig Wind abgesagt. | Wegen zu wenig Wind abgesagt. |
| 04.07. – 08.07.2001 | Torbole            | Matt Pritchard                | Josh Stone                    | Remko de Weerd                |
| 13.07. – 22.07.2001 | Pozo Izquierdo     | Antoine Albeau                | Nik Baker                     | Vidar Jensen                  |
| 27.07. – 01.08.2001 | Costa Calma        | Kauli Seadi                   | Matt Pritchard                | Josh Stone                    |

## Podestplatzierungen Frauen

### Wave
| Datum               | Ort            | 1. Platz           | 2. Platz                        | 3. Platz                        |
| ------------------- | -------------- | ------------------ | ------------------------------- | ------------------------------- |
| 13.04. – 20.04.2001 | Agüimes        | Daida Ruano Moreno | Iballa Ruano Moreno             | Karin Jaggi                     |
| 13.07. – 22.07.2001 | Pozo Izquierdo | Daida Ruano Moreno | Karin Jaggi Iballa Ruano Moreno | Karin Jaggi Iballa Ruano Moreno |
| 21.09. – 01.10.2001 | Sylt           | Karin Jaggi        | Iballa Ruano Moreno             | Anne-Marie Reichmann            |
| 08.10. – 13.10.2001 | Brandon        | Daida Ruano Moreno | Karin Jaggi                     | Iballa Ruano Moreno             |

### Freestyle
| Datum               | Ort            | 1. Platz            | 2. Platz           | 3. Platz            |
| ------------------- | -------------- | ------------------- | ------------------ | ------------------- |
| 04.07. – 08.07.2001 | Torbole        | Daida Ruano Moreno  | Colette Guadagnino | Iballa Ruano Moreno |
| 13.07. – 22.07.2001 | Pozo Izquierdo | Iballa Ruano Moreno | Colette Guadagnino | Daida Ruano Moreno  |
| 27.07. – 01.08.2001 | Costa Calma    | Colette Guadagnino  | Karin Jaggi        | Daida Ruano Moreno  |